# سكوت فليتشير (رجل أعمال)
سكوت فليتشير (بالإنجليزية: Scott Fletcher)‏ هو شخصية أعمال بريطاني، ولد في 23 أغسطس 1973 في Hale, Greater Manchester ‏ في المملكة المتحدة.